# アントニン・ドヴォルザーク
- アントニン・ドヴォルザーク
- アントニン・ドヴォルジャーク
- アントニン・ドヴォルジャック
- アントニン・ドヴォジャーク
- アントニン・ドボルザーク

アントニン・レオポルト・ドヴォルザーク（チェコ語: Antonín Leopold Dvořák [ˈantɔɲiːn ˈlɛɔpɔlt ˈdvɔr̝aːk]  発音、1841年9月8日 - 1904年5月1日）は後期ロマン派に位置するチェコの作曲家。チェコ国民楽派を代表する作曲家である。チェコ語の発音により近い「ドヴォルジャーク」「ドヴォジャーク」という表記も用いられている（表記についてはドヴォジャークを参照）。
ブラームスに才能を見いだされ、『スラヴ舞曲集』で一躍人気作曲家となった。スメタナとともにボヘミア楽派と呼ばれる。その後、アメリカに渡って音楽院院長として音楽教育に貢献する傍ら、ネイティブ・アメリカンの音楽や黒人霊歌を吸収し、自身の作品に反映させている。
代表作に、弦楽セレナード、管楽セレナード、ピアノ五重奏曲第2番、交響曲第7番、交響曲第8番、交響曲第9番『新世界より』、スラヴ舞曲集、この分野の代表作でもあるチェロ協奏曲、『アメリカ』の愛称で知られる弦楽四重奏曲第12番などがある。

## 生涯

### 幼少期

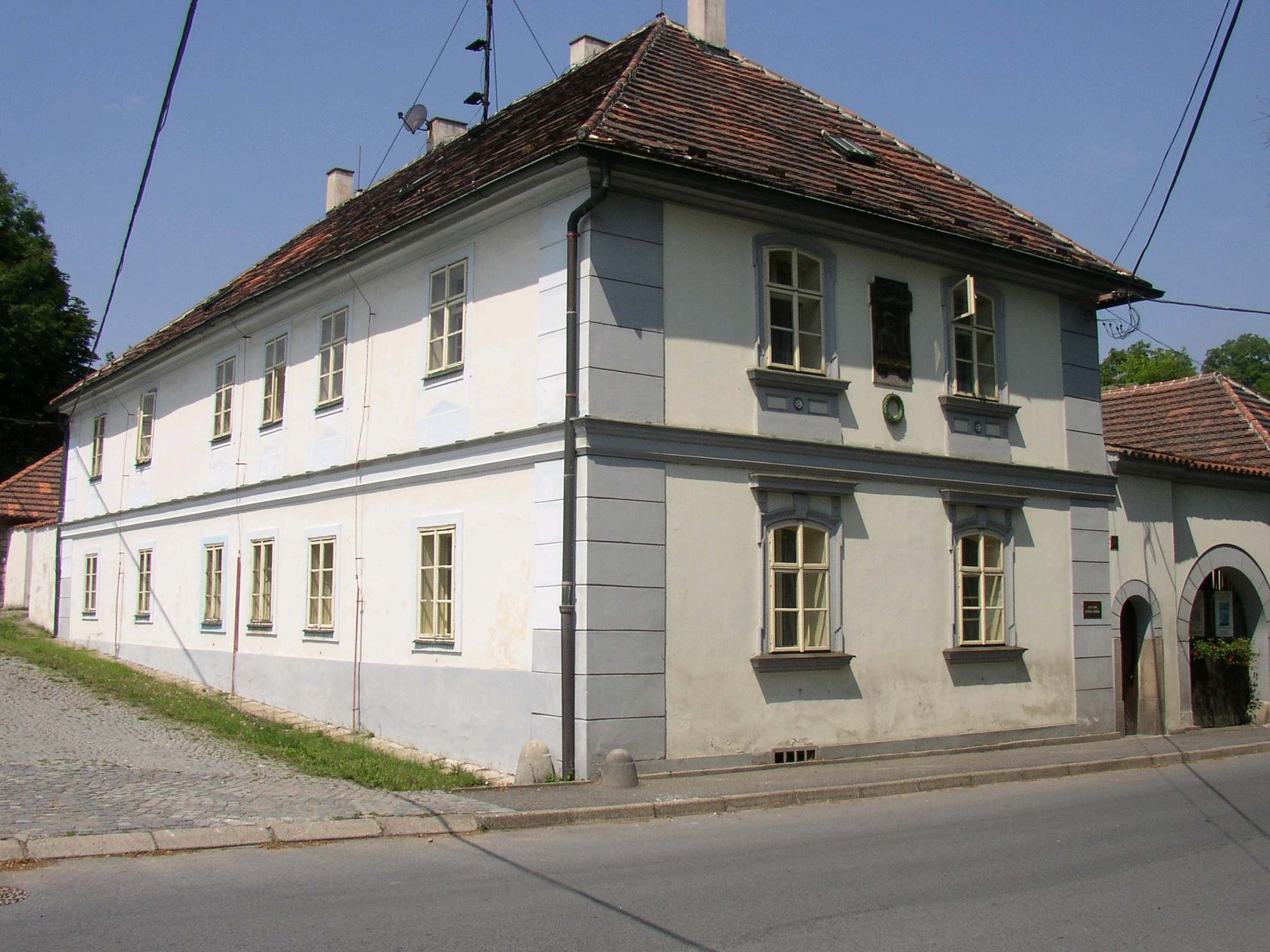
ドヴォルザークの生家

ドヴォルザークは、プラハの北約30kmほど、北ボヘミア、ロプコヴィッツ家の本拠地のひとつであるネラホゼヴェスに生まれた。生家は肉屋と宿屋を営んでいた。父親はツィターの名手として村では評判で、簡単な舞曲を作曲して演奏することもあった。また、近所の町でやはり肉屋を経営していた伯父もトランペットの名手として知られていた。6歳で小学校に通い始めるが校長のヨゼフ・シュピッツにヴァイオリンの手ほどきを受けると見る間に上達し、父の宿屋や教会で演奏するようになった。8歳で村の教会の聖歌隊員、9歳でアマチュア楽団のヴァイオリン奏者となり、音楽的才能を見せ始める。父親は長男であったアントニンには肉屋を継がせるつもりであったため、小学校を中退させ、故郷から30kmほど離れた母方の伯父が住むズロニツェという町へ肉屋の修業に行かせた。ところが、この町の職業専門学校の校長で、ドイツ語を教えていた（当時、肉屋の技術修得書を得るためにはドイツ語が必修であった）アントニン・リーマンは、教会のオルガニストや小楽団の指揮者を務め、教会音楽の作曲も行った、典型的なカントルというべき人物で、ドヴォルザークにヴァイオリン、ヴィオラ、オルガンの演奏のみならず、和声学をはじめとする音楽理論の基礎も教えた。

### 学習期
1855年、ドヴォルザークの両親はネラホゼヴェスを引き払い、ズロニツェに移って飲食店を始めた。翌年になるとドヴォルザークはチェスカー・カメニツェという町でフランツ・ハンケという教師にドイツ語と音楽を学ぶことになった。ところが、実家の経済状況が悪化して音楽の勉強を続けさせることが困難となったため、両親は帰郷させて肉屋を手伝わせようとした。これにリーマンと伯父が反対し、両親を強く説得、さらには伯父が経済的負担を負う約束で1857年にドヴォルザークはプラハのオルガン学校へ入学した。経済的には苦しい学生生活であったが、3歳年上の裕福な家庭の友人カレル・ベンドルと知り合い、楽譜を貸してもらうなどして苦学を重ね、2年後の1859年に12人中2位の成績で卒業した。この時の評価は、「おおむね実践的な才能に長けている（中略）ただし理論に弱い」というものであった。ベンドルとの友情は卒業後も変わらず篤いものであり、彼は後にドヴォルザーク作品を初演するなど援助を惜しまなかった。

### 青年期

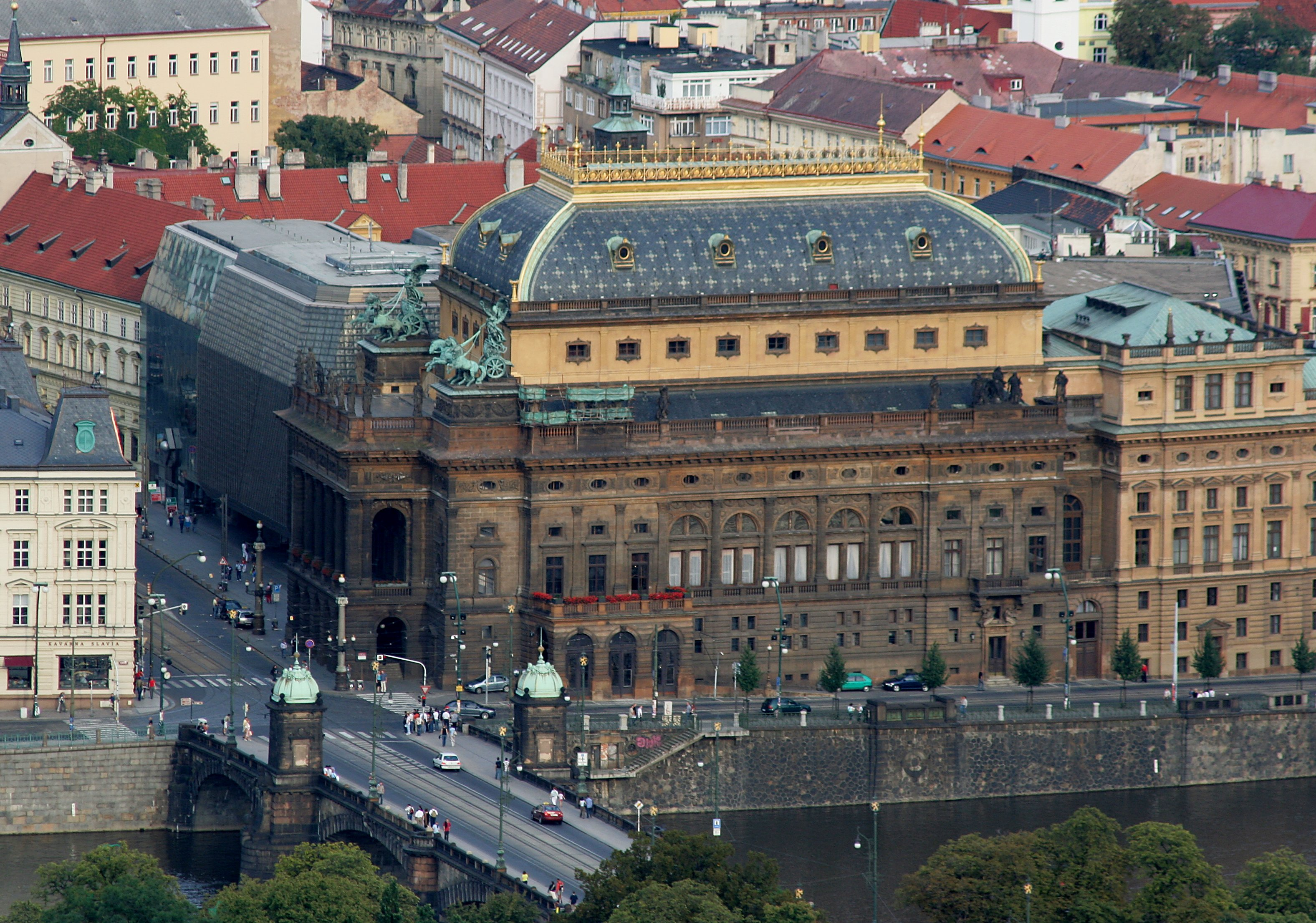
プラハ国民劇場

卒業後は、カレル・コムザーク1世の楽団にヴィオラ奏者として入団、ホテルやレストランで演奏を行っていたが、1862年チェコ人による国民劇場建設が具体的に決まり、完成までの間、仮劇場を設けることになっていた。ドヴォルザークは、その仮劇場のオーケストラのヴィオラ奏者となった。1866年、このオーケストラの指揮者としてベドルジハ・スメタナが迎えられ、その教えを直接受ける機会を得た。
一方、1865年からは仕事の合間に金属細工商チェルマーク家の2人の娘の音楽教師となった。女優でもあった姉ヨゼフィーナに恋心を抱くも失恋し、この時の想いが歌曲集『糸杉』をはじめ、様々な作品に昇華されることとなる。
創作活動では、オルガン学校在学中から習作は行っていたようであるが、多くは破棄されてしまった。コンクールの応募作品として最初の交響曲が書かれたのは1865年のことである。しかし、この交響曲は生前演奏されることはなかった（ドヴォルザーク自身その存在を忘れていたと言われる）。1870年には最初のオペラである『アルフレート』を書き上げるが、この作品は、ライトモティーフの手法や切れ目のない朗唱風の歌唱など、ワーグナーの影響が強く表れている。同時期に作曲された弦楽四重奏曲第3番や第4番にもその影響が濃く、当時のドヴォルザークが熱心なワグネリアンであったことがうかがえる。さらに1871年には『ニュルンベルクのマイスタージンガー』のプラハ初演に刺激されて、歌劇『王様と炭焼き』（第1作）が作曲されている。スメタナはこの作品を「まさに天才の理念に満ちた」作品と評したが、同時に「これが上演されるとは思わない」とも予言した。その言葉通り、このオペラは4週間のリハーサルの末、放棄されることとなった。
ドヴォルザークは1871年に、作曲に多くの時間を充てるためにオーケストラを辞し、個人レッスンで生計を立てることにした。こうした状況の中、翌1872年から作曲に取りかかった作品が、彼の最初の出世作となった賛歌『白山の後継者たち』であった。1873年3月9日、『白山の後継者たち』は、学生時代の友人カレル・ベンドルの指揮で初演された。民族主義の高まりもあり、この曲は成功を博し、プラハの音楽界で著名な存在となる契機を得た。この初演の際に、かつて音楽教師を行っていた姉妹のうち妹のアンナ・チェルマーコヴァーと再会し、この年の秋に結婚した。1874年にはプラハの聖ヴォイチェフ教会（聖アダルベルト教会）のオルガニストに就任した。この教会は伝統ある教会であり、社会的地位はかつての楽団員のそれよりも向上し、ささやかではあるが年俸が保証されることで、新婚生活の経済状態を安定させることができた。そしてこの年からかつて放棄された『王様と炭焼き』の台本を再び採り上げ、これに第1作とは全く異なる音楽を作曲し、ナンバーオペラ（各曲が独立して番号が振られたオペラで、ワーグナーの手法とは完全に逆行する）として完成させた。1874年11月24日に行われた初演は大成功を収め、音楽雑誌『ダリボル』には「ドヴォルザークは、その名が金字塔として際だつような地位にまで高められることだろう」という批評家プロハースカの予言が踊った。こうしてドヴォルザークはワーグナーの影響下から徐々に離れていった。

### ブラームスとの出会い
1874年7月にドヴォルザークは交響曲第3番、第4番他数曲を、新たに設けられたオーストリア政府の国家奨学金の審査に提出した。そして、1875年2月この奨学金が与えられることになったが、その金額（400グルデン）は当時の彼の年収（126グルデン）の2倍以上にあたる高額なものであった。この奨学金は年ごとに審査を受けるのであるが、ドヴォルザークは結局、5年間これを受け取っている。1876年ドヴォルザークは、弦楽五重奏曲ト長調 (Op.77, B.49) で芸術家協会芸術家賞を獲得する。1875年から1877年にかけて、プラハの豪商ヤン・ネフの依頼で作曲されたのが全22曲の『モラヴィア二重唱曲集』で、「ベルリン国民新聞」はこれを「美しい乙女たちが露のきらめく良い香りの花を投げ交わしている」と激賞した。ドヴォルザークは1877年に奨学金審査のためにこの作品を提出した。審査員を務めていたブラームスはこの曲に目をとめ、懇意にしていた出版社、ジムロックに紹介した。ブラームスは紹介状に「この二重唱曲がすばらしい作品であることはあなたの目にも明らかでしょう。しかもそれらは優れた作品なのです」と書き送っている。個人的にも、1878年、ドヴォルザークはウィーンにブラームスを訪ね、翌1879年にはブラームスがプラハのドヴォルザークの許を訪ねるという具合に親しい交際が始まった。
このように音楽家としての栄光に踏み出したドヴォルザークだが、その家庭は不幸に襲われた。1877年8月に次女ルジェナが、翌9月に長男オタカルが相次いでこの世を去ったのである。彼らの冥福を祈り作曲されたのが、ドヴォルザークの宗教作品の傑作『スターバト・マーテル』であった。
『モラヴィア二重唱曲集』の出版で成功を得たジムロックは、1878年にドヴォルザークに対して、ブラームスのピアノ連弾のための『ハンガリー舞曲集』に匹敵するような『スラヴ舞曲集』の作曲を依頼した。この依頼に応えて作曲された作品集は、「神々しい、この世ならぬ自然らしさ」（ベルリン国民新聞）との絶賛を受け、ドヴォルザークの名はヨーロッパ中に広く知れわたった。このころのドヴォルザークはリストの『ハンガリー狂詩曲』をモデルにそのチェコ版を目指しており、チェコの舞曲や民族色を前面に押し出した作品を多く作曲する。また、この傾向は、そうした作品を期待する出版者や作曲依頼者の意向に沿ったものでもあった。たとえば、フィレンツェ弦楽四重奏団の第1ヴァイオリニスト、ジャン・ベッカーは「新しいスラヴ的な四重奏曲」を依頼し、ドヴォルザークはこれに応えてチェコの民族舞曲や、ウクライナ民謡「ドゥムカ」の形式を採り入れた弦楽四重奏曲第10番（1879年）を作曲している。また、『チェコ組曲』も同年の作品である。
一方、ジムロックはドヴォルザークに、管弦楽曲のピアノ編曲版を要求する。こうした細々とした委嘱作品や編曲に追われながらも、ドヴォルザークは1879年にヴァイオリン協奏曲の第1稿を書き上げてヨーゼフ・ヨアヒムの元に送り、1880年にこれを改訂、さらに1882年に再び筆を加えてこれを完成させている。有名な『我が母の教えたまいし歌』を含む歌曲集『ジプシーの歌』（1880年）が書き上げられたのもこの時期である。そして、1880年に作曲された最も重要な作品は、ドヴォルザークのスラヴ時代の精華とも言うべき交響曲第6番ニ長調である。ハンス・リヒターに献呈された。1883年、古いフス派の聖歌を主題とする劇的序曲『フス教徒』が書かれた。これに対して音楽評論家ホノルカは「敬虔なカトリック教徒のドヴォルザークが異端のフス派を描くとは」とこの作品に注目している。

### 国際的名声
1878年に作曲され、同年にプラハで初演されて成功を収めたオペラ『いたずら農夫』が1882年にドレスデンで、翌1883年にはハンブルクで上演される。これはドヴォルザークのオペラがチェコ以外で上演された初めての例である。しかし、1885年のウィーン宮廷歌劇場での公演は、政治的な摩擦を引き起こし、リハーサルの段階から不評であった。ワーグナー派のフーゴ・ヴォルフは、ドヴォルザークのオーケストレーションについて「胸が悪くなる、粗野で陳腐なものだ」と批判している。しかし、音楽評論家エドゥアルト・ハンスリックからはウィーン移住の誘いを受ける。ブラームスもこれを勧めたが、ドヴォルザークは、迷った末に結局これを断り、チェコに留まることにした。

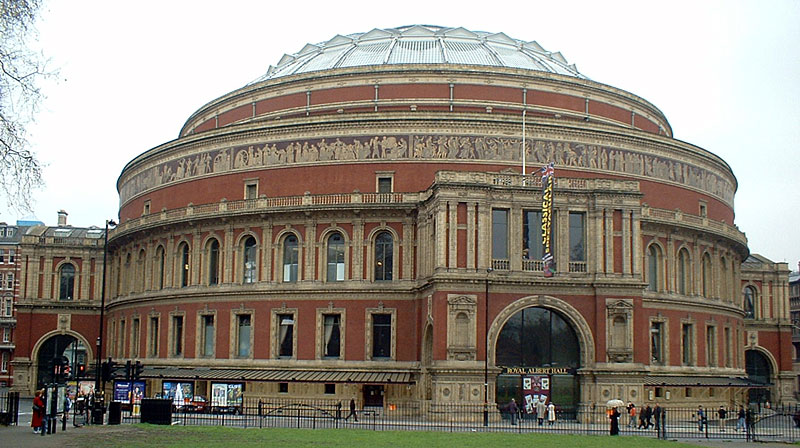
ロイヤル・アルバート・ホール

1884年3月、ドヴォルザークはロンドン・フィルハーモニック協会の招きでイギリスを訪問した。この時、いくつかのコンサートが催されたが、ロイヤル・アルバート・ホールで自ら指揮を執り『スターバト・マーテル』の演奏を行った時のことを、こう綴っている。
「私が姿を現すと12,000人もの聴衆から熱狂的な歓迎を受けた。（中略）私は心からの感謝を表すために何度も繰り返しお辞儀をしなければならなかった」
こうしてイギリス訪問を大成功に終えると、ドヴォルザークはプラハから65キロメートル離れたヴィソカーという小さな村に建てた別荘にこもり、くつろいだ時間を送った。この別荘は、義理の兄にあたるコウニツ伯爵から土地を譲り受けたもので、今やチェコを代表する作曲家となったものの、田舎生まれの彼には、ゆったりとした田園生活を送る必要があったのである。しかし、同年8月末には再び渡英、また11月にはベルリンで指揮者デビューを果たすなど、多忙な音楽家生活に変わりはなかった。
1884年の6月にドヴォルザークは、ロンドン・フィルハーモニック協会の名誉会員に推薦されるとともに新作交響曲の依頼を受けた。これに応えて作曲されたのが交響曲第7番である。そして、彼はこの新作交響曲を携えて、1885年4月に3度目の渡英を果たす。ドヴォルザークとイギリスの蜜月はこの後も続き、結局生涯に9回のイギリス訪問を重ねている。
交響曲第7番は、劇的序曲『フス教徒』とも主題上の関連がある愛国的な感情をうかがわせる作品である。ドヴォルザークは、出版社ジムロックに対して、この交響曲のスコアの表紙にはドイツ語と並んでチェコ語でタイトルを印刷し、自分の名前もドイツ語の「Anton」ではなく、チェコ語「Antonín」を想起できるよう「Ant.」とするよう要求している。しかし、ドヴォルザークが小品を作曲してくれないことに不満を抱いていた出版社は、この要求を採り上げなかった。こうしたことからドヴォルザークとジムロックとの間は冷えた関係となって行く。1887年には、8月にジムロックに対して「今は新作の構想はない」と言いながら、10月には室内楽曲の傑作ピアノ五重奏曲第2番（Op.81, B.155）を完成させている。そして秋に交響曲第5番、交響的変奏曲、弦楽五重奏曲ト長調、詩篇149番といった作品とともに新作を携えてベルリンのジムロックを訪れ、これらの作品を購入すること、そのスコア表紙の作曲者の名前は「Ant.」とすることを承諾させたのであった。
1890年、ドヴォルザークは交響曲第8番を完成させる。しかしジムロックは「大規模な作品は売れ行きがよくない」ことを理由に買い叩こうとした。このため、両者の溝は決定的なものとなり、ドヴォルザークは、ロンドンの出版社ノヴェロ社にこの新作交響曲を渡してしまった。そのために、この交響曲は「ロンドン」または「イギリス」と呼ばれることがあるが、それは上記の理由にしか拠らないものであり、イギリスをモチーフにした標題的な要素はない。
1888年、プラハを訪れたチャイコフスキーと親交を結び、1890年にはその招きでモスクワとサンクトペテルブルクを訪問している。
このころ、ドヴォルザークは様々な栄誉を受けている。1889年に鉄冠勲章三等を受章し、1890年にはチェコ科学芸術アカデミーの会員に推挙された。1891年にはプラハ大学より名誉博士号、ケンブリッジ大学より名誉音楽博士号を授与されている。公職としては、1890年秋にプラハ音楽院教授就任を受諾し、翌1891年からこの職に就いている。ドヴォルザークが担当した15人の生徒の中にはヨセフ・スク、オスカル・ネドバル、ヴィーチェスラフ・ノヴァークといった次代のチェコ音楽を担う逸材が集まっていた。ドヴォルザークはこうした多忙の中、レクイエムとピアノ三重奏曲第4番『ドゥムキー』という2つの重要な作品を完成させている。

### アメリカ時代
1891年春、ニューヨーク・ナショナル音楽院の創立者・理事長ジャネット・サーバーからドヴォルザークに音楽院院長職への就任依頼が届いた。ドヴォルザークに白羽の矢が立った理由は、彼がアメリカにおいても著名だったことがもちろんあろうが、それ以上にサーバー夫人がアメリカにおける国民楽派的なスタイルの音楽の確立を夢見ていたことから、チェコにおけるそれを確立した一人である（と一般に認識されていた）彼を招聘することで、そのような運動の起爆剤としようとした、との説がある（この流れから、「ドヴォルザークが就任を受諾しなかった場合、サーバー夫人はシベリウスの招聘を行う予定だった」との説が流布されたことがあったが、これは根拠に乏しい）。
ドヴォルザークは、初めこれに対して辞退の意志を伝えたが、サーバー夫人の熱心な説得と高額の年俸提示に逡巡した末、同年末に契約書に署名をした。年俸15,000ドルという提示額は彼がプラハ音楽院から得ていた金額の約25倍であるし、彼はこの時13歳を頭に6人の子の扶養を行っていたのである。
1892年、ブレーメンから船に乗り、9月27日にニューヨークに到着した。ドヴォルザークは街の印象をこう書いている。
「ほとんどロンドンのような巨大な街だ。（中略）私が流暢な英語を話したのでみんな驚いていた」
アメリカの人々はこの高名な作曲家の渡米を心から歓迎した。当時のアメリカは、音楽については新興国ではあったが、潤沢な資金でメトロポリタン・オペラやニューヨーク・フィルハーモニー管弦楽団、あるいはアルトゥール・ニキシュが指揮者を務めるボストン交響楽団など高い水準の演奏が行われていた。しかし、自国の音楽家育成については緒に就いたばかりで、音楽院自体がその機能を十全には果たしていない状態であった。ドヴォルザークの音楽院院長就任はこうした状況打破に対する期待を持たせるものであった。10月からドヴォルザークは講義を開始した。
渡米後の10月12日にサーバー夫人からコロンブスによるアメリカ発見400年祭で演奏する新作の依頼があった。ジュゼフ・ドレイクの『アメリカの旗』という第二次米英戦争を題材にした詩を基にした合唱曲が当初の依頼の内容であったが、テキストの到着が遅れ代わりに作曲されたのが『テ・デウム』であった。
1893年1月に着手した交響曲第9番「新世界より」は5月24日に完成するが、4月14日付けの友人宛の手紙の中でドヴォルザークは「この作品は以前のものとは大きく異なり、わずかにアメリカ風である」と書いている。この作品は、ロングフェローの『ハイアワサの歌』に刺激を受けたものと言われている。
1893年6月5日、ドヴォルザークはアイオワ州のスピルヴィルという小さな町を訪れた。この街は、ボヘミアからの入植者が住む町で、ドヴォルザークのアシスタント兼秘書を務めるヨゼフ・ヤン・コヴァジークの父親が聖歌隊長を務めていた。この街でのドヴォルザークの様子を「同国人らの中にいるという実感が祖国を思い出させるとともに、故郷にいるような感覚にさえしたようだ」とコヴァジークは回想している。そしてスピルヴィル到着の3日目には新作の弦楽四重奏曲に着手し、6月23日には速くもそれを完成させ、コヴァジーク家とドヴォルザーク家混成の弦楽四重奏団により試演された。これが「アメリカ」四重奏曲である。このような温かい雰囲気に触れたためか、ドヴォルザークはできあがったスコアを、交響曲第9番や弦楽五重奏曲変ホ長調とともに、不仲であったジムロック社に委ねる気になった。ジムロック社はただちにこれを出版すべくブラームスに校訂を依頼し快諾を得た旨を作曲家に伝えた。ブラームスはこれに「作曲するときの楽しい様子を聞いて私がどんなにうれしく思っているか伝えてほしい」との伝言を添えて、ドヴォルザークをいたく感動させた。
ニューヨークに戻ったドヴォルザークには再び激務が待っていた。1894年4月には、ニューヨーク・フィルハーモニーの名誉会員に推されるという栄誉を受けた。一方、グノー、チャイコフスキー、ビューローといった優れた音楽家の訃報に触れ、さらには父親の病気を知り、1894年3月、ドヴォルザークは敬虔な歌曲集『聖書の歌』を作曲している。この年の夏は、秋には戻り契約を2年間延長する約束で、5ヶ月間の休暇を取り、ボヘミアに帰った。チェコに着くと彼はヴィソカーの別荘に直行し、住民たちの心温まる歓迎を受け、心からくつろいだ休暇を送ることができた。同年、10月ニューヨークに戻った彼は、強烈な郷愁に駆られて体調を崩してしまった。その一方で、このころサーバー夫人の夫（ナショナル音楽院最大のパトロンだった）が1893年恐慌のあおりを受け破産寸前に追い込まれていたことから、ドヴォルザークへの報酬も支払遅延が恒常化しつつあった。11月8日からチェロ協奏曲に着手し、翌1895年2月9日にこれを完成させるが、これが限界だった。ドヴォルザークはサーバー夫人に辞意を伝え、周囲の説得にもかかわらず、4月16日にアメリカを去ったのである。

### 帰国後
帰国後もドヴォルザークはしばらく何も手につかない状態にあった。しかし1895年11月1日、プラハ音楽院で再び教鞭を執り始めた。作曲も再開され、アメリカを発つとき未完成のまま鞄に詰め込まれた弦楽四重奏曲第14番も1895年の年末には完成した。1896年3月、最後となる9回目のイギリス訪問を果たす。この直後、ブラームスからウィーン音楽院教授就任の要請を受けるが、アメリカ滞在や最後のイギリス訪問を通じて、ボヘミアこそ自分のいる地だと思い定めていたドヴォルザークはこれを断った。この後、ドヴォルザークは、標題音楽に心を注ぐようになる。カレル・ヤロミール・エルベンの詩に基づく交響詩の連作（『水の精』、『真昼の魔女』、『金の紡ぎ車』、『野ばと』）を作曲したのもこの年のことである。
帰国後のドヴォルザークには多くの栄誉が与えられた。1895年、ウィーン楽友協会はドヴォルザークを名誉会員に推挙すると伝えた。同年ウィーン音楽省はプラハ音楽院への援助を増額する際に、ドヴォルザークの俸給を増額するようにと明記している。1897年7月にオーストリア国家委員会の委員となった。この委員会は、かつてドヴォルザークが得ていた奨学金の審査を行う委員会であり、才能ある貧しい若者を援助できることは彼にとってこの上ない喜びであった。さらに1898年には、それまで音楽家ではブラームスしか得ていなかった芸術科学勲章をフランツ・ヨーゼフ1世の在位50周年式典の席で授けられている。
こうして、さまざまな栄誉を身につけたドヴォルザークであったが、彼にはオペラで大当たりを取ったことがないという焦燥感があった。そしてチェコの民話に想を得た台本『悪魔とカーチャ』に出会い、オペラ創作に邁進してゆく。1898年から1899年にかけて作曲されたこのオペラは、1899年11月23日に初演されると大成功を収め、ドヴォルザークは、ジムロックからの要請にもかかわらず、他のジャンルには目もくれずに、次の台本を探し求めた。そして出会ったのが、『ルサルカ』であった。1900年4月に着手され、11月27日に完成したこの妖精オペラは1901年3月31日にプラハで初演されて再び大成功を収める。しかし、様々な事情でウィーンで上演される機会を逃し国際的な名声を生前に受けることができなかったことで、ドヴォルザーク自身は決して満足できず、これ以後もオペラの作曲を続けるが、最後の作品であるオペラ『アルミダ』（1902年 - 1903年作曲、1904年3月25日初演）は、初日から不評に終わってしまった。
1901年オーストリア貴族院はドヴォルザークを終身議員に任命し、同年7月にはプラハ音楽院の院長に就任した。しかし多忙のドヴォルザークの院長就任は多分に名目上のものであり、実務はカレル・クニトゥルが担当した。
ドヴォルザークには、尿毒症と進行性動脈硬化症の既往があったのだが、1904年4月にこれが再発。5月1日、昼食の際に気分が悪いと訴え、ベッドに横になるとすぐに意識を失い、そのまま息を引き取った（62歳）。死因は脳出血だった。葬儀はその4日後の5月5日に国葬として行われた。棺はまずプラハの聖サルヴァトール教会に安置された後、ヴィシェフラド民族墓地に埋葬された。

## エピソード
- 鉄道ファンとしても知られている。
  - 1877年以降住んだプラハのアパートはプラハ本駅からほど近く[3]、毎朝散歩の際にはこの駅を訪れることを日課にしていた[4]。
  - 作曲に行き詰まると散歩に出かけ汽車を眺めて帰ってきたと伝えられる[3]。
  - 列車の時刻表やシリーズ番号、さらには運転士の名前までも暗記していた[5]。
  - 1845年にウィーンからプラハを結ぶ鉄道が開通、1851年には故郷ネラホゼヴェスを経由するドレスデンまでの線路が完成する。この少年期の体験がドヴォルザークの鉄道好きに影響したと指摘する研究者もいる[6]。
  - ドヴォルザークは毎日同じ鉄道を利用しており、その列車が奏でる走行音を楽しんでいた。アメリカからボヘミアに帰国した際に「アメリカとここでは列車が走る時のリズムが全く違う。これはアメリカの方がレールが長いためだろう」と語ったと言われる[7]。
  - ニューヨークにいたころには、鉄道熱と並んで船にも興味を持ち、1週間に2度ほどは波止場へ出かけて船を眺めていた[8]。
- 2017年現在、チェコ - オーストリア間を運行する特急列車「レイルジェット」にはチェコとオーストリアの作曲家の名前が愛称としてつけられており、そのうちの一つに「アントニン・ドヴォルザーク号」が存在する（オーストリアのグラーツから、ウィーンを経由し、チェコのプラハを結ぶ）。
- 鳩の愛好家としても知られ、1884年に建てたヴィソカーの別荘で鳩の飼育を楽しんだ[9]。
- 小惑星(2055) Dvorak（英語版）はドヴォルザークの名前にちなんで命名された[10]。

## 音楽史上の位置づけ

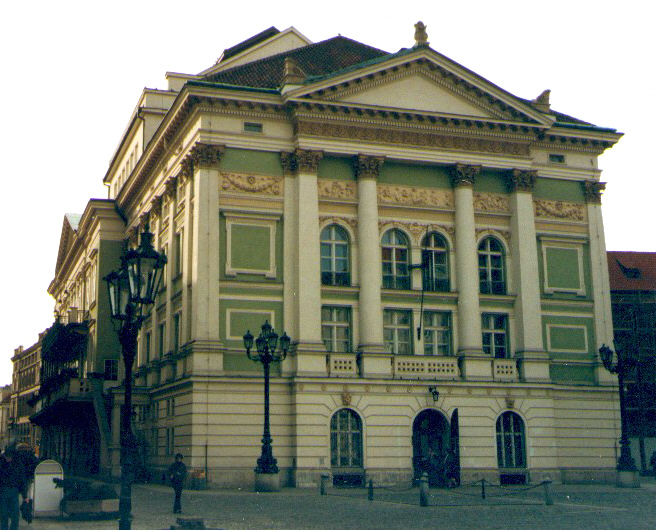
スタヴォフスケー劇場

ドヴォルザークは西洋音楽史上、後期ロマン派に位置する作曲家である。この時代にはドイツ・オーストリア、イタリア、あるいはフランスといった音楽先進地域の外で国民楽派が勃興し、ドヴォルザークは、1歳年上のピョートル・チャイコフスキー（ロシア）、2歳年下のエドヴァルド・グリーグ（ノルウェー）らとともに、同楽派を代表する存在である。同時に、ベドルジハ・スメタナとともにチェコ国民楽派あるいはボヘミア楽派の創始者の一人として、ドヴォルザークはレオシュ・ヤナーチェクを初めとする以後の作曲家たちに大きな影響を与えた。
ドヴォルザークは、ワーグナー派対ブラームス派の対立が明らかとなった時代に学習期を迎えている。1860年代後半、彼はワーグナーの音楽に心酔し、プラハでワーグナーのオペラを常時上演していたドイツ劇場（スタヴォフスケー劇場）に足繁く通った。1871年に作曲したオペラ『王様と炭焼き』第1作には、ライトモティーフの使用や切れ間なく続く朗唱風の音楽に、ワーグナーの影響が明らかに見て取れる。しかし、この作品は失敗作と見なされ、初演を迎えることはなかった。ドヴォルザークは、この『王様と炭焼き』第1作と全く同じ台本に異なった音楽をつけ、ナンバー・オペラに仕立てた『王様と炭焼き』第2作以降、徐々にワーグナーの影響下を脱していく。こうしたドヴォルザークの才能にいち早く着目したのは、ワーグナーと相対していたブラームスである。ドヴォルザークは、ブラームスや「ブラームス派」の音楽評論家エドゥアルト・ハンスリックらの推挙によって作曲家としての地位を築いた。彼は、こうした先人たちの残した豊かな遺産を十全に活用し、ワーグナーから学んだドラマ性、ブラームスも着目する構成力を高い次元で兼ね備えた作曲家であった。
とはいえ、ドヴォルザークの音楽をとりわけ魅力的にしているのは、シューベルトと並び賞される、その親しみやすく美しいメロディーである。彼の交響曲第9番の第2楽章は、日本語の歌詞がつけられて唱歌『家路』として親しまれるだけでなく、学校や市町村防災行政無線などで夕方の時刻を知らせるメロディーとしても多く利用されている。ピアノ曲『ユーモレスク』変ト長調(Op.101-7, B.187-7)はフリッツ・クライスラーによるヴァイオリン独奏をはじめとする様々な編曲で演奏され、耳に馴染んでいるメロディアスな作品である。また、歌曲『我が母の教えたまいし歌』は、クラシック音楽の声楽家のみならず、ポピュラー・シンガーによっても愛唱されている。
アントニン・ドヴォルザークのアーカイブは2023年に世界の記憶に登録された。

### チェコ音楽史における位置づけ

#### ドヴォルザークの登場まで
チェコの音楽界に民族主義が持ち込まれたのは、18世紀後半のドイツの哲学者で神学者でもあったヨハン・ゴットフリート・ヘルダーによって提唱された「民族精神」の概念によってであった。ヘルダーはチェコ民謡を採集し、アンソロジーの形で発表した。これに刺激され、19世紀になるとチェコ人自らが民謡の収集・出版を行うようになった。19世紀末から20世紀初頭には、スメタナ、フィビフ、ドヴォルザーク、ヤナーチェクといった才能の開花につながっていった。　
このようなチェコ国民音楽の形成過程のなかで、個々の作曲家たちにとっては、民謡あるいは民族舞曲との距離の取り方が重要な問題として問われるようになっていった。保守的な伝統主義者であったフランティシェク・ラディスラフ・リーゲルとそのグループは「民族色を打ち出すには民謡の単なる引用と模倣で十分である」と主張し、一定の支持を得ていた。これを真っ向から否定したのがスメタナである。スメタナは1865年に「民謡の旋律やリズムの模倣により国民様式が形成されるのではない」と表明、標題音楽を創作することで国民性を獲得しようとした。すなわち、音楽の題材としてはチェコ民族の持つ歴史、詩歌、民話などを採用するが、技法的にはあくまでも西欧音楽の技法によることで、チェコ国民音楽を広くヨーロッパに知らしめようと考えたのである。そこでは、民謡の引用や舞曲リズムの使用は、具体的な場面描写に限定して用いられている。こうした「標題性」を重視する立場は「進歩派」と呼ばれ、フィビフらがこの思想に同調した。こうした立場は、先述のリーゲルやその思想を受け継いだフランティシェク・ピヴォダら「保守派」からは国民音楽ではなくドイツ音楽であるとの批判にさらされ、「進歩派」対「保守派」の論争となった。

#### ドヴォルザークの立場
スメタナがビール醸造技師の息子であり、フィビフは貴族に仕える森林管理官の家庭に生まれ、日常的にはチェコ語ではなくドイツ語で生活し、チェコのフォークロアから離れた生活をしていたことは、「進歩派」形成に少なからぬ影響を及ぼしていると推測される。これに対して、ドヴォルザークの生家は旅館を営んでおり、ツィターの名手であった父親は、旅人のために民謡や舞曲を演奏して聴かせていた。また、ドヴォルザークは肉屋の修行の過程でドイツ語を勉強していることからも明らかなように、日々の生活ではチェコ語を話していた。こうした環境下に育った彼は、交響曲や弦楽四重奏曲といった古典的形式を用いながら、チェコ語のイントネーションに基づく主題や民族舞曲のリズムをそこに持ち込み、違和感なく構成し得たのであった。
こうした中、ブラームスの目にとまった作品が「モラヴィア二重唱曲集」であったことは注目に値する。この作品は「モラヴィア」というタイトルではあるが、モラヴィア民謡の特徴はあまり強くなく、むしろボヘミア的あるいは西欧音楽的な拍節構造のはっきりした音楽にモラヴィア音楽の旋法や和声を部分的に用いた折衷的な作品である。この作品がブラームスによって西欧に紹介されたことで、彼の音楽の方向性は決定づけられた。すなわち、彼の人気作曲家としての名声を決定づけた「スラヴ舞曲」に代表されるスラヴ民謡風の主題をブラームス流の古典的な様式に織り込んだ異国趣味的な音楽を出版社や聴衆は要求し、ドヴォルザークはドゥムカなどのウクライナ民謡をも取り込み汎スラヴ主義でこれに応えた。また、後にアメリカに渡った後は、ネイティブ・アメリカンの音楽や黒人霊歌に触れて自らの音楽に取り込んで見せた。こうした立場は、しかし「進歩派」には、「民謡の単なる引用と模倣」からなる「保守派」的な立場であるかに思われた。「ボヘミア楽派」と総称され、個人的にはお互いに尊敬の念を抱いてはいたものの、スメタナとドヴォルザークの音楽上の立場は異なっていた。

#### ドヴォルザーク批判と擁護、論争
論争の口火を切ったのはフィビフに師事したこともあるカレル大学音楽学教授で文化大臣をも務めたズデニェク・ネイェドリーであった。歴史家でもあった彼はチェコの歴史や詩歌を尊重するスメタナら「進歩派」の急先鋒であり、ドヴォルザークの存命中である1901年から批判論文を書き始めている。ネイェドリーの批判に対してドヴォルザーク擁護派も論陣を張り、ドヴォルザークの死後、その論争は激しさを増していった。ドヴォルザーク擁護派の代表がオタカル・ショウレクであった。彼は「標題や言葉を伴わない絶対音楽にも標題性は内包されている」と主張し、交響曲第7番と序曲「フス教徒」と主題構成を対比させ、いずれも「愛国心を抱いた音楽家の不屈の感情吐露である」として、標題音楽と絶対音楽という枠組みに意味のないことを主張した。
こうした論争は、チェコが国家として独立を果たすまで繰り返されたが、チェコスロバキアが成立すると国民性に拘泥する必要がなくなり、またヤナーチェクが民俗学的な手法を用いて収集したモラヴィア民謡を解体再構築するという、ドヴォルザークの手法をより徹底した作曲技法を確立するに至り、論争は下火になった。

### アメリカ音楽史への影響
ナショナル音楽院は、作曲の学校を創設するという目的のために創設された音楽院であった。創始者のジャネット・サーバー夫人は、メトロポリタン歌劇場に対抗して、アメリカ人作曲家による英語のオペラ上演を行うことが夢であった。すなわち、この音楽院は、アメリカにおける国民楽派の創立を目指す拠点としての位置づけにあった。チェコ国民楽派の大物作曲家であったドヴォルザークを招聘した目的もアメリカ国民楽派創立に向けての音楽教育、特に作曲分野での充実を図る狙いがあった。ドヴォルザークがアメリカに到着した直後に、サーバー夫人はアメリカ人作曲家のためのオペラ賞の設立を発表している。
しかし、アメリカ時代のドヴォルザーク門下からは特筆するような作曲家や音楽作品は生まれず、サーバー夫人のもくろみは直接的には果たされなかった。その理由として、基本的な音楽教育が不備でありナショナル音楽院の学生のレベルが高くなかったこと、ドヴォルザークが教鞭を執った期間が短すぎたこと、ドヴォルザーク自身がネイティブ・アメリカンの音楽や黒人霊歌を研究・吸収することに時間を費やし実践的教育にまで至らなかったことなど、さまざまな憶測がなされている。
しかし、これはドヴォルザークが以後のアメリカ音楽の発展に寄与しなかったということには当たらない。ドイツを範とする傾向が強かった当時のアメリカの作曲界に、国民音楽の潮流を生み出したことは間違いない。
渡米8ヶ月後の1893年5月21日、「ヘラルド・トリビューン」紙上に『黒人の旋律の真の価値』と題するドヴォルザークの論文が掲載された。また1895年、チェコに帰国した後ではあるが、ニューヨークの音楽雑誌に『アメリカの音楽』と題する論文を発表している。これらの論文を通してドヴォルザークは、黒人やネイティブ・アメリカンの音楽の豊かさを啓発したのだった。そして、その主張を何よりも雄弁に物語ったものは、交響曲第9番「新世界より」、弦楽四重奏曲第12番「アメリカ」、チェロ協奏曲といった彼自身の音楽作品そのものであった。これらの作品は、スラヴ的であると同時にアメリカのフォークロアの影響が表れており、アメリカの国民音楽創設の可能性を示す作品でもあった。ドヴォルザーク門下生たちは、黒人霊歌やジュビリーを素材とした短い歌曲やピアノ曲を少なからず作曲し、出版したし、直接ドヴォルザークとの接触を持たなかった他の作曲家たちも似たような傾向を持つ楽曲を作り始めた。
ドヴォルザークはアメリカの音楽愛好家に深く愛され、チェコに帰国するころまでには作品のほとんどがアメリカ初演を終えていた。ニューヨーク・フィルハーモニックはアメリカ音楽の興隆に寄与したことを感謝し、ドヴォルザークを名誉会員に推挙したのであった。

## 主な作品
ドヴォルザークの作品には作品番号のないものもあり、また作曲順になっていないものも多い。このためヤルミル・ブルクハウゼルの整理番号が併記される場合がある。この整理番号は通常「B.」で略記され「B番号」と呼ばれる。

### 交響曲
交響曲第1番 ハ短調 作品3、B.9 「ズロニツェの鐘」 (Zlonické zvony)
1865年の作品。作曲コンクールに提出されたが後紛失、1923年にスコアが発見され、1961年になってから出版された。1936年10月4日、ブルノで初演。
交響曲第2番 変ロ長調 作品4、B.12
1865年の作品。1887年に改訂の後、1888年3月11日にプラハで初演。
交響曲第3番 変ホ長調 作品10、B.34
1873年の作品。1874年3月29日、プラハで初演。
交響曲第4番 ニ短調 作品13、B.41
1874年の作品。第3楽章のみ1874年5月25日に初演されたが、全曲の初演は1892年3月6日プラハにて。
交響曲第5番 ヘ長調 作品76、B.54
1875年の作品。1879年3月29日、プラハで初演。
交響曲第6番 ニ長調 作品60、B.112
1880年の作品。1881年3月25日、プラハで初演。
交響曲第7番 ニ短調 作品70、B.141
1884-85年の作品。1885年4月22日、ロンドンで初演。劇的序曲『フス教徒』ととも主題上の関係がある作品。
交響曲第8番 ト長調 作品88、B.163
1889年の作品。1890年2月2日プラハで初演。イギリスのロンドンの出版社から出版されたため、かつては「イギリス」の愛称で呼ばれたこともあった。
交響曲第9番 ホ短調 作品95、B.178「新世界より」 (Z nového světa)
1893年の作品。同年12月16日、ニューヨークで初演。第2楽章ラルゴは、日本では小学校の音楽の授業で取り上げられる機会もあることから広く知られた楽章であり、コーラングレによって奏される印象的な主部の主題は歌詞がつけられ唱歌「家路」などとしても知られる。新世界よりという表題はニューヨーク・フィルハーモニックによる初演の少し前にスコアに書き記された。

### 管弦楽曲

#### 序曲
序曲「わが家」 (Domov můj) 作品62a、B.125a
本来はフランティシェク・フェルディナント・シャンベルクの芝居『ヨゼフ・カイエターン・ティル』の劇音楽として作曲された10曲の中の1曲であるが、現在ではこの序曲以外が演奏されることはほとんどない。ヨゼフ・カイエターン・ティルは、チェコの近代演劇を確立した実在の人物（1808年 - 1856年）。晩年は独立運動に荷担した罪を問われ、旅役者として極貧のうちに亡くなった。
タイトルは、上記の芝居とは関係がなく、第1主題が「わが家の庭先では」という民謡から採られていることに由来する。したがって、この曲のタイトルはしばしば「わが故郷」と訳されるが、「わが家」がより適切な訳である。
初演は1882年2月3日、ティルの誕生日に行われた公演で、指揮はアドルフ・チェフが執った。
劇的序曲「フス教徒」 (Hustiská dramatická ouvertura) 作品67、B.132
フス教徒（フス派）とは、15世紀初めのチェコの宗教改革家ヤン・フスを支持した者たちのことで、フスの死（1415年）以降はさらに勢いを増し、十字軍を退け、1420年から1434年までの短い期間ではあったが民主主義政権を成立させたりもした。チェコ国民劇場の総裁フランティシェク・アドルフ・シュベルトはフス教徒時代を主題とした三部から成る演劇を企画し、その音楽として依頼に応えて作曲されたのがこの作品である。この作品には2つの有名な旋律が用いられている。1つはスメタナの『わが祖国』の第5曲、第6曲でも用いられているコラール『汝ら神の戦士達』で、これはフス教徒時代のターボル派の僧によって作曲された軍歌であるとされている。もう一つはチェコ民族の守護聖人ヴァーツラフ1世を讃える12〜13世紀に創られたコラールである。これらが明らかに示しているとおり、この作品は、フス教徒に祖国独立運動の願いを仮託した愛国主義的作品である。
初演は1883年11月18日モジツ・アンゲル指揮、プラハの国民劇場管弦楽団により演奏された。
序曲「自然の中で」 (V přírodě) 作品91、B.168
序曲「謝肉祭」 (Karneval) 作品92、B.169
序曲「オセロ」 (Othello) 作品93、B.170
この3作は、まとめて序曲三部作「自然と人生と愛」を形成する。時に組曲と呼ばれるが、実際の演奏会では3曲連続で演奏されることは稀で、演奏頻度は「謝肉祭」が圧倒的に高い。作曲は1891年3月から1892年1月にかけて続けてなされた。初演は1892年4月28日、プラハにおいて作曲者の指揮、国民劇場管弦楽団により行われた。「オセロ」作曲後もタイトルを「悲劇的」にしようか「エロイカ」にしようかと出版社のジムロックに相談していることからも判るように、これらは決して標題音楽ではなく、各曲がそれぞれ漠然と自然、人生、愛に対応しているに過ぎない。
なお、第1曲の題名は英語訳からの重訳で「自然の王国で」とされることもあるが、原題からの直訳では「自然の中で」とするのが適切である。

#### 交響詩
ドヴォルザークは、チェコの国民的な詩人カレル・ヤロミール・エルベンの「花束」という詩集の中のバラードにインスピレーションを得て4曲の交響詩を1896年に立て続けに作曲している。また、翌1897年にはエルベンの詩から離れ、特定のストーリーを持たない「英雄の歌」を作曲しているが、この作品の演奏機会はエルベンによる4作に比べかなり低い。
「水の精」 (Vodník) 作品107、B.195
1896年1月から2月に作曲された。1896年6月3日プラハにてアントニン・ベンネヴィツの指揮により初演された。
ある娘が親の反対を押し切り、水界の王と結婚し、子供をもうけた。ある日、人間の歌を歌って子供あやしていると王にひどく叱られた。妃は里帰りさせてほしいと懇願して許され、親許に帰るが、母親は娘を水王のところへ戻そうとしない。妃が約束の時間までに帰らないので実家の前まで来た水王は怒って嵐を起こす。その最中に大きな物音がしたので娘が戸を開けてみると、我が子が首を切られて捨てられていた。
「真昼の魔女」 (Polednice) 作品108、B.196
1896年1月11日から2月27日の間に作曲され、初演は1896年11月21日ヘンリー・ウッドの指揮によりロンドンで行われた。
物語は、魔女が自分の悪口を言った母親に復讐するために子供を殺すという話。クラリネットで演奏される「子供の主題」とヴァイオリンで演奏される「母親の叱責の主題」が展開・変奏されて行き、それぞれ「魔女の主題」、「魔女の踊り」へと変容してゆく構成になっている。
レオシュ・ヤナーチェクはこの作品を大変に気に入っており、絶賛する評論を書いている。
「金の紡ぎ車」 (Zlatý kolovrat) 作品109、B.197
1896年1月15日から4月25日に作曲。1896年11月21日にロンドンで初演された。エルベンの詩による4曲の交響詩の中では最も長く、冗長との批判もある。このため、ヨゼフ・スクにより改訂されたこともある。
ドルニチュカという娘が森の奥の小屋で継母とその実の娘と一緒に住んでいた。狩にやってきた若い王に水を差しだし見初められたドルニチュカは、城に向かう途中、継母らの計略で殺され、その遺骸は森に捨てられる。しかし魔法使いが現れ、再び生き返らせる。魔法使いはドルニチュカに替わって王妃となった継母の娘に金の紡ぎ車を贈る。戦場から戻った王がその糸車で糸を紡ぐように命じ、王妃がそれを回すと、糸車が継母達の悪行を歌う。王はその歌に従って森へ駆けつけ、ドルニチュカと再会して、彼女と結ばれる。
「野ばと」 (Holoubek) 作品110、B.198
1896年10月22日から11月18日の作曲。1898年3月20日、ブルノでレオシュ・ヤナーチェクの指揮により初演された。
物語は、夫の死を嘆く若い未亡人から始まるが、その涙は偽りの涙であると語る。やがて若い美形の男が未亡人に近づき、2人は結婚する。亡くなった先夫の墓の上に樫の木が生え、野鳩が巣を作り、悲しげな声で鳴く。妻はその声を聞き、発狂して自殺してしまう。先夫は彼女が毒殺したのであった。音楽はこの物語を忠実になぞり、葬送の音楽から始まり、若い男と出会う未亡人の心のざわめき、結婚の祝宴、悲しげな野鳩の鳴き声を描き出し、最後は妻の罪を赦すかのように穏やかな長調で終わる。すべての主要主題が最初の1つの動機から導き出され多彩な変容を遂げる技巧的な構成であり、そのために高い緊張感と引き締まった構成をみせる傑作で、ドヴォルザークの交響詩の中で最も演奏頻度の高い作品である。
「英雄の歌」 (Píseň bohatýrská) 作品111、B.199
1897年作曲、1898年12月4日、ウィーンにてグスタフ・マーラーの指揮により初演。

#### セレナード
ドヴォルザークはセレナードを、いずれも30代の時期に2曲作曲しているが、楽器編成が異なっており、それぞれ「弦楽セレナード」「管楽セレナード」と呼ばれる。
セレナード ホ長調 作品22、B.52
弦楽合奏のためのセレナード。1875年5月3日から14日までの10日あまりで作曲されている。オーストリア政府からの奨学金が決まり、2年前に結婚した妻との安定した生活が保障された幸福な時期の作品で、穏やかな愛情に満ちた作品となっている。1876年12月10日にプラハの国民劇場管弦楽団員および合唱団員の年金基金募集のための演奏会で初演された。指揮はアドルフ・チェフが執った。
モデラートの三部形式の第1楽章、メヌエットの第2楽章、スケルツォの第3楽章、ラルゲットの第4楽章、アレグロ・ヴィヴァーチェのロンド・ソナタ形式の第5楽章からなる。いずれの楽章もカノンの模倣効果によってしなやかな叙情を描くことに成功している。
セレナード ニ短調 作品44、B.77
管楽アンサンブルのためのセレナード。1878年、『スラヴ舞曲』第1集と同時期の作品で、民俗音楽の要素をセレナードの形式に見事に融合させた作品となっている。1878年11月17日にドヴォルザーク自身の指揮によりプラハで開催された自作発表演奏会で初演された。
第1楽章 モデラート・クアジ・マルチャ（行進曲）、第2楽章 メヌエット、第3楽章 アンダンテ・コン・モート、第4楽章 アレグロ・モルトのロンドの4つの楽章からなる。

#### スラヴ舞曲
スラヴ舞曲 第1集 作品46、B.83 （4手ピアノ版はB.78）
【1. ハ長調 ／ 2. ホ短調 ／ 3. 変イ長調 ／ 4. ヘ長調 ／ 5. イ長調 ／ 6. ニ長調 ／ 7. ハ短調 ／ 8. ト短調】
1878年、出版社ジムロックからの要請で作曲されて大成功を収め、ドヴォルザークを当時の音楽界の中心へと押し上げる契機となった作品である。最初、4手のピアノ作品として作曲、出版されたが、出版と同時に大人気となり、ただちに管弦楽版の出版が決まった。管弦楽版の初演は1878年5月16日に第1、3、4番の3曲がアドルフ・チェフの指揮で行われている。
スラヴ舞曲 第2集 作品72、B.147 （4手ピアノ版はB.145）
【1. ロ長調 ／ 2. ホ短調 ／ 3. ヘ長調 ／ 4. 変ニ長調 ／5. 変ロ短調 ／ 6. 変ロ長調 ／ 7. ハ長調 ／ 8. 変イ長調】ただし、番号は第1集からの通し番号で、9番から16番で呼ばれる場合もある。
第1集の大成功から、ジムロックは第2集の作曲をドヴォルザークに依頼したが、彼はこのころ大作の作曲に取りかかっており、同じ形式の小曲をさらに8曲作曲することに興味が持てずにいた。しかし、8年後の1886年6月、突然この作品集に取りかかると、1ヶ月後の7月には4手ピアノによる作品8曲を完成させた。管弦楽編曲は1886年11月から1887年1月にかけて行われ、1887年1月6日、作曲者自身が指揮を執りプラハで第1、2、7番の初演を行っている。
第1集に比べ、チェコ特有の音楽が抑えられ、汎スラブ的色彩の強い作品集となっているのが特徴である。

#### その他
交響的変奏曲 作品78、B.70
1877年に作曲された作品で、ブラームスの「ハイドンの主題による変奏曲」の影響が指摘される作品。しかし、その変奏曲は民俗色の豊かな作品で、多彩な変奏技法が凝らされたドヴォルザークの変奏曲中最も優れた作品である。初演は、1877年12月2日、ルデヴィート・プロハースカの指揮により行われた。
3つのスラヴ狂詩曲 作品45、B.86
【1. ニ長調 ／ 2. ト短調 ／ 3. 変イ長調】
1878年の作品。いずれも民謡風の素材を活かした舞曲風の作品である。特に第3番が有名であるが、これは指揮者ハンス・リヒターが好んで採り上げ、ヨーロッパ各地で演奏したことによる。
チェコ組曲 ニ長調 作品39、B.93
伝説曲 (Legendy) 作品59、B.122
全10曲【1. ニ短調 ／ 2. ト長調 ／ 3. ト短調 ／ 4. ハ長調 ／ 5. 変イ長調 ／ 6. 嬰ハ短調 ／ 7. イ長調 ／ 8. ヘ長調 ／ 9. ニ長調 ／ 10. 変ロ短調】
交響曲第6番の完成直後、1881年初めに作曲された4手ピアノ用作品 (B.117) を同じ年に管弦楽用に編曲したもの。原曲はエドゥアルト・ハンスリックに献呈された。各曲に特別な伝説や詩物語があるわけではない。4手ピアノの作品としては、2つの「スラヴ舞曲集」の間に書かれている作品であることから、「スラヴ舞曲」で描ききれなかったスラヴ的なもの、メランコリックな気分や神秘的なものへの傾斜、深い情念の世界を描きだし、舞曲集を補完するものと位置づけられている。
スケルツォ・カプリチオーソ 作品66、B.131
1883年4月から5月にかけて作曲された作品で、1883年5月16日にアドルフ・チェフ指揮の国民劇場管弦楽団により初演された。指揮者アルトゥール・ニキシュが賞賛し、演奏会でたびたび採り上げ、有名となった。
アメリカ組曲 イ長調 作品98B、B.190
弦楽のための夜想曲 ロ長調 作品40、B.47
1875年ごろ、弦楽四重奏曲第4番より編曲。

### 協奏曲
ドヴォルザークはピアノ協奏曲、ヴァイオリン協奏曲、チェロ協奏曲を1曲ずつ完成させている。中でもチェロ協奏曲は「ドヴォルザークのコンチェルト」を短縮した「ドボコン」の愛称で親しまれており、古今のチェロ協奏曲中最も親しまれている作品である。なお、習作時代のイ長調のチェロ協奏曲も遺されているが、これは未完成な作品で演奏される機会はほとんどない。
ピアノ協奏曲 ト短調 作品33、B.63
1876年の作品。1883年3月24日、プラハにて初演。
ヴァイオリン協奏曲 イ短調 作品53、B.108
ドヴォルザークの協奏曲といえば、チェロ協奏曲があまりに有名であるためその影は薄いものの、このヴァイオリン協奏曲は比較的演奏機会の多い作品である。この作品は、当時の大ヴァイオリニストでブラームスの友人としても有名なヨーゼフ・ヨアヒムの勧めにより作曲された。1879年7月から9月にかけて作曲を行い、ヨアヒムの助言を容れて修正を行った上で1880年5月に完成、ヨアヒムに献呈された。しかし、ヨアヒムが公開の場でこの作品を演奏することはなく、1882年夏にさらなる改訂を施され、1883年10月14日にドヴォルザークの熱狂的な支持者であったフランティシェク・オンドジーチェクの独奏によりプラハで初演された。
チェロ協奏曲 ロ短調 作品104、B.191
1894-95年の作品。1895年6月に改訂された後、1896年3月19日、ロンドンで初演。
森の静けさ (Klid) 作品68-5、B.182
原曲は1883年から1884年に書かれたピアノ連弾のための作品。1891年にチェロとピアノのための室内楽作品に編曲され、さらに1893年にチェロと管弦楽のための作品に編曲された。

### 室内楽曲

#### 六重奏曲
弦楽六重奏曲 イ長調 作品48、B.80
作曲1878年、初演1879年ベルリン、 ヴァイオリン2・ヴィオラ2・チェロ2

#### 五重奏曲
ピアノ五重奏曲第1番 イ長調 作品5 B.28
作曲1872年、初演1872年プラハ
ピアノ五重奏曲第2番 イ長調 作品81、B.155
1887年、ヴィソカーの別荘で作曲された。スラヴ民謡風の旋律を豊かな和声で彩る美しい作品。一見古典的な4楽章構成だが、第1楽章や終楽章のソナタ形式には独自の工夫が見られ、作曲者の揺るぎない自信が感じられる作品となっている。
1888年1月6日にプラハの市民クラブ会館で初演された。
弦楽五重奏曲第1番 イ短調 作品1、B.7
作曲1861年、初演1921年プラハ、 ヴァイオリン2・ヴィオラ2・チェロ1
弦楽五重奏曲第2番 ト長調 作品77、B.49
作曲1875年、初演1876年プラハ、 ヴァイオリン2・ヴィオラ1・チェロ1・コントラバス1
弦楽五重奏曲第3番 変ホ長調 作品97、B.180
1893年夏期休暇で訪れていたアイオワ州スピルヴィルで作曲された。有名な弦楽四重奏曲『アメリカ』の完成3日後の6月26日に着手された作品で、「アメリカ」五重奏曲と呼ばれることもある。同年8月1日に完成し、翌年の1月にニューヨークで初演された。
編成は弦楽四重奏にヴィオラを加えたもの。伸びやかな楽想が印象的な作品である。

#### 四重奏曲
ピアノ四重奏曲第1番 ニ長調 作品23、B.53
作曲1875年、初演1880年ベルリン
ピアノ四重奏曲第2番 変ホ長調 作品87、B.162
作曲1889年、初演1890年プラハ
バガテル 作品47,B.79
作曲1878年、初演1879年プラハ、ヴァイオリン2・チェロ1・ハルモニウム（またはピアノ）1

##### 弦楽四重奏曲
ドヴォルザークには全部で14曲の弦楽四重奏曲があるが、現在よく耳にするのは第8番以降の7曲である。これ以前の作品には、シューベルト、ワーグナー、ベートーヴェン、スメタナといった先人の強い影響が感じられ、習作の域を脱しきれないもどかしさがつきまとうが、第8番以降の作品にはドヴォルザーク自身の強い個性と意志が込められている。
弦楽四重奏曲第1番 イ長調 B.8
作曲1862年、初演1862年プラハ
弦楽四重奏曲第2番 変ロ長調 B.17
作曲1870年?
弦楽四重奏曲第3番 ニ長調 B.18
作曲1870年? 70分前後を要する長大な作品。
弦楽四重奏曲第4番 ホ短調 B.19
作曲1870年?
弦楽四重奏曲第5番 ヘ短調 作品9、B.37
作曲1873年、初演1930年プラハ
弦楽四重奏曲第6番 イ短調 作品12、B.40
作曲1873年
弦楽四重奏曲第7番 イ短調 作品16、B.45
作曲1874年、初演1874年プラハ。L.プロハスカに献呈
弦楽四重奏曲第8番 ホ長調 作品80、B.57
1876年1月から2月にかけて作曲された。ドヴォルザークはこの前年の9月に長女を亡くしており、その深い悲しみの影がこの作品に独特な翳りを与えている。初演は1889年4月4日にロンドンで行われた演奏会であったろうと推測されている。
弦楽四重奏曲第9番 ニ短調 作品34、B.75
1877年12月の作品。出版社ジムロックを紹介してくれた恩人ブラームスに献呈するために作曲された作品であり、引き締まった構成にブラームスの作品を研究した後がうかがわれる。また、スラブ民謡の要素がそこここに見られる点も興味深い。1882年2月27日にフェルディナント・ラハナーらによって演奏されたのが初演であったと推測される。
弦楽四重奏曲10番 変ホ長調 作品51、B.92
当時有名な弦楽四重奏団であったフローレンス四重奏団の主催者ヤン・ベッカーからの「スラヴ的な弦楽四重奏曲」を書いてほしいとの依頼に応えて1878年12月から79年3月に作曲された作品。注文通りスラヴ情緒が横溢する作品である。1879年7月29日ベルリンのヨアヒム邸で開かれた私的な演奏会で初演された。
弦楽四重奏曲第11番 ハ長調 作品61、B.121
ヘルメスベルガー四重奏団からの依頼に応えて作曲された作品で、1881年11月10日に完成している。初演は、ヘルメスベルガー四重奏団がウィーンで行う予定であったが、リング劇場の火事によりキャンセルされ、1882年11月にベルリンでヨアヒム四重奏団によって行われた。ウィーンでの演奏を念頭に置いて作曲されたため、ボヘミア的な要素は抑えられている。
弦楽四重奏曲第12番 ヘ長調 作品96、B.179 『アメリカ』 (Americký)
1893年の作品。1894年1月1日ボストンにて初演。
弦楽四重奏曲第13番 ト長調 作品106、B.192
1895年にアメリカから帰国したドヴォルザークが約半年の休養を経て書かれた作品で、1895年11月から12月にかけて作曲された。初演は1896年10月9日、プラハでチェコ弦楽四重奏団により行われた。故郷に帰ったくつろいだ感覚に満ちた作品で音楽評論家のクラップハムはこの作品の前半2つの楽章について「彼の室内楽曲の中で最もすばらしい」と賞賛している。
弦楽四重奏曲第14番 変イ長調 作品105、B.193
アメリカ滞在中に着手され、チェコに帰国した後1895年12月30日に完成した。第13番同様、祖国への愛情が凝縮された作品である。
弦楽四重奏のための『糸杉』 (Cypřiše) B.152
歌曲集『糸杉』B.11から12曲を1887年に編曲したもの。

#### 三重奏曲
ピアノ三重奏曲第1番 変ロ長調 作品21、B.51
作曲1875年、初演1877年プラハ
ピアノ三重奏曲第2番 変ロ長調 作品26、B.56
作曲1876年、初演1879年トゥルノフ
ピアノ三重奏曲第3番 ヘ短調 作品65、B.130
1883年2月から3月にかけて作曲され、同年秋に改訂されている。初演は1883年10月27日、ボヘミアの町ムラダー・ボレスラフにて、作曲者のピアノ、フェルディナント・ラハナーのヴァイオリン、アロイス・ネルーダのチェロで行われた。ハンスリックにウィーンへ来るよう誘われ、オペラ作曲家としての栄光とチェコへの愛国心の葛藤に悩まされた時期の作品で、比較的荒々しい表現が目立つ作品となっている。
ピアノ三重奏曲第4番 ホ短調 作品90、B.166 「ドゥムキー」
1890年11月から翌91年の2月にかけての作品で、1891年4月21日に作曲者のピアノ、ラハナーのヴァイオリン、ハヌシュ・ヴィハーンのチェロで初演された。「ドゥムキー」とはウクライナの民謡形式の一つ「ドゥムカ」の複数形だが、チェコ語で同じ「ドゥムカ」という言葉があり、「回想」あるいは「瞑想」を意味する。ドヴォルザークの作品が民謡としての「ドゥムカ」の形式を必ずしも踏襲していないことから、後者の意味で使っているという説もあるが、定かではない。この作品は6つの楽章からなるが、ソナタ形式の楽章が一つもなく、調性の統一も見られない上に、全曲を統一する主題や動機もないという、多楽章作品としては特異な形式の作品である。
弦楽三重奏曲 ハ長調 作品74、B.148
作曲年1887年、初演1887年プラハ、ヴァイオリン2・ヴィオラ1
ミニアチュア (Drobnosti) 作品75a, B. 149
作曲年1887年、初演1938年プラハ、ヴァイオリン2・ヴィオラ1
ガヴォット (Gavota) ト短調 B.164
作曲1890年、3本のヴァイオリンのための作品。

#### 二重奏曲
ヴァイオリンソナタ ヘ長調 作品57, B.106
1880年の作品。もう一曲イ短調の曲（B.33、1873年作曲）があったが、初演後破棄してしまった。
カプリッチョ Capriccio B.81
1878年の作品。（ヴァイオリン1、ピアノ1）
バラード I balada 作品15、B.139
1885年の作品。（ヴァイオリン1、ピアノ1）
ロマンティックな小品 (Romantické kusy) 作品75, B.150
4曲から成る小品集。この作品は、1887年1月中旬にまず弦楽三重奏曲として作曲された。この後すぐにヴァイオリンとピアノのための作品として編曲を行い。同じ月の25日にはすでに編曲が完了した。初演は1887年3月30日、作曲者のピアノ、カレル・オンドジーチェクのヴァイオリンで行われた。
ソナティーナ ト長調 作品100、B.183
1893年11月から12月に15歳の娘オティリエと10歳の息子アントニンのために作曲したヴァイオリンとピアノのための作品。このため、技巧的には、子供にも弾けるような作品で、同時期の「新世界交響曲」や「アメリカ四重奏曲」などと類似の特徴が認められる親しみやすい音楽である。
森の静けさ (Klid) 変ニ長調 作品68-5、B.173
ピアノ連弾曲を1891年にチェロとピアノのための室内楽作品として編曲したもの。後にチェロと管弦楽作品として再度編曲されている。
チェロソナタ ヘ短調 B.20
1871年の作品。チェロパート譜の一部のみ現存。
ポロネーズ イ長調 B.94
1879年の作品。初演は1879年トゥルノフ。（チェロ1、ピアノ1）

### 器楽曲

#### 4手ピアノのための作品
スラヴ舞曲 第1集 (Slovanské tance) 作品46、B.78
伝説曲 (Legendy) 作品59、B.117
スラヴ舞曲 第2集 (Slovanské tance) 作品72、B.145
いずれも管弦楽編曲され親しまれている。
ボヘミアの森から (Ze Šumavy) 作品68、B.133
全6曲【1. 糸を紡ぎながら ／ 2. 暗い湖の畔で ／ 3. 魔女の安息日 ／ 4. 待ち伏せ ／ 5. 森の静けさ ／ 6. 嵐の時】
1883年秋から84年1月にかけて作曲された。原題は、「シュマヴァの森から」。第5曲は1891年にチェロとピアノのための室内楽作品 (B.173) に、次いで1893年にチェロと管弦楽のための作品 (B.182) に編曲された。

#### ピアノ独奏曲
主題と変奏 (Tema con variazioni) 変イ長調 作品36、B.65
1876年に作曲された作品で、曲集を除くピアノ独奏曲としてはドヴォルザーク作品中最も規模の大きな作品である（演奏時間約12分）。主題と8つの変奏から成る。ベートーヴェンのピアノソナタ第12番の第1楽章をモデルに作曲されたと考えられる。
詩的な音画 (Poetické nálady) 作品85、B.161
全13曲【1. 夜の道 ／ 2. たわむれ ／ 3. 古い城で ／ 4. 春の歌 ／ 5. 農夫のバラード ／ 6. 悲しい思い出 ／ 7. フリアント ／ 8. 妖精の踊り ／ 9. セレナード ／ 10. バッカナール ／ 11. おしゃべり ／ 12. 英雄の墓にて ／ 13. 聖なる山にて】
1889年作曲。「ボヘミアの森から」とは異なる視点からボヘミアの田舎を描き出した作品。ドヴォルザークはジムロックへの手紙に「シューマンのような標題音楽を書きました。ただし音楽はシューマン風ではありませんが」と書いている。
ユーモレスク (Humoresky) 作品101、B.187
全8曲【1. 変ホ短調 ／ 2. ロ長調 ／ 3. 変イ長調 ／ 4. ヘ長調 ／ 5. イ短調 ／ 6. ロ長調 ／ 7. 変ト長調 ／ 8. 変ロ短調】
1894年の夏の休暇にチェコに帰国した際に作曲された。第7曲はクライスラーのヴァイオリン独奏はじめ様々に編曲され親しまれており、原曲がピアノ独奏曲であることは半ば忘れられている。

### 声楽曲

#### 教会音楽、カンタータ、オラトリオ
スターバト・マーテル 作品58、B.71
ソプラノ、アルト、テノール、バス、合唱、オーケストラ
1875年9月、ドヴォルザークは長女を失う不幸に見舞われた。彼は、1876年2月にこの曲に着手し5月にはスケッチを完成させたが、他の仕事に手を取られてこの作品は棚上げにされていた。ところが、1877年8月に次女を、9月に長男を相次いで失い、彼らの冥福を祈る意味でこの作品に再び向かうと、11月13日にはオーケストレーションを完成させた。全10曲中アレグロで書かれているのは、終曲の後半のみで、あとはすべて緩徐な曲である。また、10曲中4曲が長調の曲であり、深い悲しみを克服し穏やかな平安を得ようとする真摯な祈りに満ちた作品となっている。
初演は1880年12月23日、プラハ音楽芸術家協会の定期コンサートにおいてアドルフ・チェフの指揮により行われた。
レクイエム 変ロ短調 作品89、B.165
ソプラノ、アルト、テノール、バス、合唱、オーケストラ
1890年1月から10月にかけて作曲された。この時期はドヴォルザークにとって栄誉に満ちた時期であった。前年の1889年にはチェコ人としては異例なことに鉄冠勲章をオーストリア皇帝から与えられ、1890年になるとチェコの科学芸術アカデミー会員に列せられ、カレル大学の名誉哲学博士の学位を贈られてもいる。プラハ音楽院の教授に就任したのも、この作品完成直後のことであった。イギリスのバーミンガム音楽祭のための新作依頼に応えて作曲されたもので、「スターバト・マーテル」の場合とは異なり、精神的衝動が契機となったものではないが、素朴で抒情的な美しい旋律にあふれたレクイエムであり、ブルクハウゼルは「ドヴォルザークの全作品中最も哲学的な作品」と評している。第1曲の冒頭のF - Ges - Eの音程進行は、ドヴォルザークが深く敬愛したバッハのロ短調ミサの第3曲の冒頭(Fis - G - Eis)の引用である。
1891年10月9日、バーミンガム音楽祭において作曲者自身の指揮によって初演された。
テ・デウム ト長調 作品103、B.176
ソプラノ、バス、合唱、オーケストラ
1892年、渡米直後に開かれるアメリカ発見400年祭のための作品として渡米直前に作曲された。ドヴォルザークを招いたジャネット・サーバー夫人からの依頼で、当初の予定ではアメリカの詩人ジョセフ・ロッドマン・ドレイクの詩「アメリカの旗」に付曲することになっていたのだが、プラハのドヴォルザークの元にその詩が送られてこず、典礼文「テ・デウム」に付曲することにし、同年の6月25日から7月28日にかけて作曲され、1892年10月21日にニューヨークでドヴォルザークの指揮により初演された。カンタータ「アメリカの旗」（作品102、B.177）は渡米後の1893年に完成された。
渡米前の作品であるにもかかわらず、すでにいくつかの主題が五音音階で構成されていることから、ドヴォルザークが渡米前からアメリカの民俗音楽を研究していたことが示唆される作品である。
カンタータ「幽霊の花嫁」 (Svatební košile) 作品69、B.135
ソプラノ、テノール、バス、合唱、オーケストラ
1883年5月から11月の作曲。翌年3月28日、プルゼニュにおいて作曲者自身の指揮により初演された。
原作はカレル・ヤロミール・エルベンの「初夜の肌衣」 (Svatební Košile) 。序曲と3部18曲からなる。第1部「乙女の部屋」、女が恋人の亡くなったことを知らず、思い続けている。そして「恋人を帰すか、私の命を絶つか」と祈る。第2部「夜の道行き」では、死んだ恋人の幽霊が現れ墓場へ誘う。第3部「墓場にて」で、女は苦しみの後に罪を悟り神に許しを乞い、救われる。
オラトリオ「聖ルドミラ」 (Svatá Ludmila) 作品71、B.144
ソプラノ、アルト、テノール、バス、合唱、オーケストラ
1885年9月から翌年5月にかけて作曲された。初演は1886年10月15日、イギリスのリーズで行われた。ドヴォルザークの創作意欲、技術、能力の最盛期を告げる作品である。
ヤロスラフ・ヴルフリツキーの台本による作品で、9世紀後半、チェコでのキリスト教受容の歴史を描いている。聖ルドミラは、チェコの統一を成し遂げた王ボジヴォイ1世の妃（一説には娘）で、国家としてギリシャ正教を受け容れ、国民を帰依させることに貢献した。王の死後、ローマ・カトリック信者であった息子の嫁ドラホミーラによって暗殺された。このため、正教会の聖人とされた。
作品は3部45曲からなる。第1部はムニェルニーク城の中庭で、人々が女神バーバの像の建立祭に沸いているところへキリスト教の伝道僧イヴァンが現れ、雷を起こしてバーバの像を打ち砕き、唯一神への信仰を説く。人々が恐れおののく中、ルドミラはイヴァンの言葉に惹かれてゆく。第2部でルドミラはイヴァンの山の隠れ家を訪ね、キリスト教へ帰依することを誓う。そこへボジヴォイが狩の帰りに通りかかる。イヴァンは獲物であった牝鹿を生き返らせる。ボジヴォイは驚き、さらに傍らのルドミラの美しさに惹かれ、キリスト教を受け容れる。第3部はモラヴィアのヴェシフラト大聖堂での洗礼の場面。新婚のボジヴォイとルドミラが洗礼を受け、民衆はこれを祝福して、こぞってキリスト教に帰依する。

#### 歌曲
歌曲集「糸杉」 (Cypřiše) B.11
1865年、音楽の家庭教師を務めていたヨゼフィーナ・チェルマーコーヴァーに恋愛感情を抱くが、失恋した想いから生まれた歌曲集。モラヴィアの詩人グスタフ・プレガー＝モラフスキーの詩集「糸杉」に付曲したもので、18曲から成る。このままの形での出版はなされなかったが、後に手を加えて「4つの歌曲」作品2、B.124、歌曲集「愛の歌」作品83、B.160に分けて全12曲が出版された。また、12曲が1887年に弦楽四重奏のための「糸杉」として編曲されており、作曲者がこの歌曲集に深い愛着を持っていたことが分かる。
モラヴィア二重唱曲集 (Moravské dvojzpěvy) 作品32、B.60, 62
全13曲【1. あんたから逃げて ／ 2. 小鳥よ、飛んで行け ／ 3. 大鎌が研ぎすまされていたら ／ 4. 仲良く出会ったのだから ／ 5. スラヴィーコフの小さな田畑 ／ 6. かえでの樹にとまる鳩 ／ 7. 小川と涙 ／ 8. へりくだる娘 ／ 9. 指輪 ／ 10. 青くなれ、青く ／ 11. 捕らわれた娘 ／ 12. 慰め ／ 13. 野ばら】
ドヴォルザークはプラハの裕福な商人ヤン・ネフに1873年からピアノの教師として雇われていたが、ある日レッスンの後に家族で歌うための二重唱曲を作曲してほしいとの依頼を受けた。初めの依頼は、1860年に編まれた「モラヴィア民謡集」の何曲かに重唱パートと伴奏をつけてほしいというものであったが、ドヴォルザークはこれに満足できず、民謡集から詩だけを採って新たな二重唱曲を作曲した。1875年3月から翌年の7月半ばまでに作曲を行い、この年のクリスマス前に再構成を施して現在の形とした。
この曲集は、オーストリア政府の国家奨学金審査のための応募作品として提出され、審査員であったブラームスの目に留まった。ブラームスは出版社ジムロックにドヴォルザークを紹介し、1878年にこの作品が出版されると大好評を博し、「スラヴ舞曲」第1集の作曲依頼へとつながる。ドヴォルザークが作曲家としての名声を得る端緒となった作品である。
のちにレオシュ・ヤナーチェクがこの中から7曲を選んで混声四部合唱に編曲している。
歌曲集「ジプシーの歌」 (Cigánské melodie) 作品55、B.104
全7曲【1. 私の歌が鳴り響く ／ 2. さあ聞けよトライアングルを ／ 3. 森は静かに ／ 4. 我が母の教えたまいし歌 ／ 5. 弦の調子を合わせて ／ 6. 軽い亜麻の服を着て ／ 7. 鷹は自由に】
ボヘミアの詩人アドルフ・ハイドゥークの詩をドヴォルザーク自身がドイツ語に訳して付曲した1880年の作品。ウィーンで活躍していたボヘミア出身の歌手グスタフ・ヴァルターを念頭に作曲された。原稿の楽譜では、ドイツ語の歌詞とチェコ語の歌詞が併記されている。
第4曲「我が母の教えたまいし歌」は、この曲集においてのみならずドヴォルザークが作曲した歌曲中で最も有名な作品。その他この曲集には、伴奏部にツィンバロムやトライアングルの響きを模した音型が登場する曲も含まれている。
歌曲集「愛の歌」 (Písně milostné) 作品83、B.160
全8曲【1. ああ、私たちの愛は ／ 2. 多くの人の心に死がはびこり ／ 3. あの家の周りをさまよい歩く ／ 4. 私は甘いあこがれにひたる ／ 5. この地にさわやかな西風が吹き ／ 6. 森の中の川辺に ／ 7. あなたの優しいまなざしに ／ 8. かけがえのない愛しい人】
前述の通り、歌曲集「糸杉」の中の8曲（第8、3、9、6、17、14、2、4曲）を1888年に加筆修正したもの。
聖書の歌 (Biblické písně) 作品99、B.185
全10曲【1. 黒雲と暗闇が主のまわりにあり ／ 2. 御身はわが隠れ家 ／ 3. 神よ、わが祈りを聞きたまえ ／ 4. 主はわが牧者 ／ 5. 神よ、神よ、新しい歌を歌わん ／ 6. おお神よ、わが願いを聞きたまえ ／ 7. バビロン川のほとりで ／ 8. 主よ、われを顧みたまえ ／ 9. 山に向かいてわれは目を上げ ／10. 主に向かいて新しき歌を歌え】
1894年3月の作品。16世紀のクリチカのチェコ・プロテスタント聖書による。アメリカに滞在していたドヴォルザークは、前年からこの年にかけて、グノー、チャイコフスキー、ハンス・フォン・ビューローと相次いで偉大な音楽家の訃報に接した。さらにこの年には父親の病状が悪化しており、この歌曲集完成の直後3月28日に亡くなっている。ドヴォルザークは元来信仰心の厚い人物であったが、これらの訃報に接して一層敬虔な気持ちになり、聖書に基づく歌曲集の作曲を行ったものと推測されている。
ドヴォルザークは1895年にこの曲集のうち5曲を管弦楽伴奏版に編曲し、残りの曲も1914年にチェコ・フィルハーモニー管弦楽団の指揮者であったツェマーネクの手で編曲されており、管弦楽伴奏で歌われることもある。また、バリトン歌手ディートリヒ・フィッシャー＝ディースカウがドイツ語訳した歌詞で歌われることもある。

#### その他
賛歌「白山（ビーラー・ホラ）の後継者たち」 (Hymnus： Dědicovebílé hory) 作品30、B.27
1872年5月ころから6月3日にかけて作曲された合唱と管弦楽のための作品。ヴィーチェスラフ・ハーレクの詞による愛国的讃歌である。1873年3月9日に学生時代からの親友カレル・ベンドルの指揮によってプラハで初演されるや大評判となり、それまでほとんど無名に近かったドヴォルザークはプラハの音楽界で名声を得ることとなった。作品はこの後1880年、1884年と2度にわたり改訂されている。
作品は2つの部分からできている。第1部は白山の戦いに敗れ、祖国独立がならなかったことを嘆き悲しむ歌、第2部では自由のための闘争への忠誠と勇気を歌う。第2部に「フス教徒」のコラールに似た主題が英雄の主題として用いられている。

### 歌劇
ドヴォルザークには11作の歌劇があるが、このうち、『王様と炭焼き』第1作と第2作とは同じ台本に全く異なった曲をつけた極めてまれな作品である。チェコ語というハンディがある上に台本自体が優れたものでなかったせいもあって、国際的に高い評価を得て上演が繰り返されているのは第10作の「ルサルカ」だけで、他の作品の上演を目にすることは極めてまれである。また、同じくメロディー・メーカーとして天才であったシューベルトが、やはり歌劇の分野ではその才能を発揮できなかったことを考え合わせると興味深い。スケッチのみの歌劇も4つ残されている。
アルフレート (Alfred) B.16
1870年作曲、1938年12月10日初演（オロモウツ）。台本は、K.T.ケルナー。序曲のみ「劇的序曲」（旧作品1）として出版。
王様と炭焼き（Král a uhlíř ）B.21（第1作）
1871年作曲。1929年5月28日初演（プラハ）。台本はB.J.ロベスキー。
王様と炭焼き（Král a uhlíř ）B.42（第2作）、作品14、B.151（第3作）
1874年作曲、1887年改訂（第3作）。B.21と同じ台本に全く違う音楽をつけたもの。第3作は第2作の改訂版、台本の改訂に伴い第3幕を新しい音楽に書き換えた。第2作の初演は1874年11月24日。第3作の初演は1887年6月15日、ともにプラハ。台本B.J.ロベスキー。第3作の台本改訂はV.J.ノヴォトニーによる。
(Tvrdé palice) 作品17、B.46
1874年作曲。1881年10月2日初演（プラハ）。台本はJ.シュトルバ。
プルジェデフラ・ヴァンダ (Předehra Vanda) 作品25、B.55
1875年作曲、1876年4月17日初演（プラハ）。J.スルジツキのポーランド語の原作をF.ザグレイスとV.ベネシュ＝シュマウスキが訳、脚本化。
いたずら百姓 (Šelma sedlák) 作品37、B.67
1877年作曲。1878年1月8日初演（プラハ）。台本はJ.O.ヴェセリー。
ディミトリー (Dimitrij) 作品64
1881年 - 1882年作曲、1883年・1894年改訂。1882年10月8日初演（プラハ）。台本はM.チェルヴィンコヴァー＝リーグロヴァー。
ジャコバン党員 (Jakobín) 作品84、B.159（第1稿）、B.200（第2稿）
3幕。第1稿はチェルヴィンコヴァー＝リーグロヴァーの台本により、1887年11月から1888年11月に作曲され、1889年2月12日にプラハ国民劇場で初演された。その後、1897年2月から12月に改訂された。この改訂では台本も、作者とその父親で有力な政治家でもあったF.L.リーゲルとによって修正されている。これが第2稿として別のB番号を与えられた。第2稿の初演は1898年6月19日、プラハ国民劇場にて。
18世紀末、ボヘミアの田舎の村が舞台。ボヘミアの伯爵ハラソフの息子ボフシュは陰謀によって故郷を逐われるが、この亡命中に革命直後のフランスを見聞きし、数年後妻ユリエとともに帰郷する。しかしハラソフの家を乗っ取ろうと画策していた甥にジャコバン党員だとの中傷を流され、投獄されてしまう。妻は、夫の恩師で村のカントルを務める友人ベンダの助けを借り、村の人々とともに甥の陰謀を暴き、夫の名誉と地位を回復する。
悪魔とカーチャ (Čert a Káča) 作品112、B.201
3幕。台本は有名なおとぎ話に基づきアドルフ・ヴェーニクが作成した。この台本は元々国民劇場主催の台本コンクールに提出し、入賞した作品であった。1898年5月から1899年2月にかけて作曲され、1899年11月23日にプラハの国民劇場で初演された。
無慈悲で傲慢な女領主の圧政で疲弊した村へ、間抜けで臆病な悪魔マルブエルがその女領主を引き立てにやってくる。しかしマルブエルは途中で村娘のカーチャを見初め地獄へ誘い、連れて行く。ところがカーチャは村一番のおしゃべりで、マルブエルにつきまとって散々な目に遭わせる。マルブエルが閉口しているところへ羊飼いのイルカがやって来る。イルカはカーチャを連れて帰るというので地獄は宴会となり、この間にイルカとカーチャは村に戻る。村に帰ったイルカは、女領主に悪魔が地獄へ引き立てにやってくると知らせ、悪魔を撃退する代わりに農民の待遇改善と民主化を約束させる。やがてマルブエルがやってくると、イルカはその耳元で、カーチャがお前のことにひどく腹を立てていると脅す。そこへカーチャがやってきたのを見てマルブエルは慌てて逃げ出す。この功績でイルカは新しい民主政府の筆頭顧問官に任命され、人々は大喜びとなる。
ルサルカ (Rusalka) 作品114、B.203
3幕。ヤロスラフ・クヴァピルの台本により1900年4月から11月に作曲され、1901年3月31日にプラハ国民劇場で初演された。第1幕でルサルカが歌う「月に寄せる歌」は単独で歌われることも多い美しいアリアである。
ルサルカは、森の奥にある湖に住む水の精。ある日人間の王子に恋をし、魔法使いイェジババに人間の姿に変えてもらう。ただし、人間の姿の間はしゃべれないこと、恋人が裏切った時にはその男とともに水底に沈む、というのがその条件であった。美しい娘になったルサルカを見た王子は彼女を城に連れて帰り、結婚する。しかしその祝宴でも口をきかないルサルカを冷たい女だと不満に思った王子は、祝宴にやってきた外国の王女に心を移してしまう。祝宴の中、居場所をなくしたルサルカが庭へ出ると、水の精によって池の中に連れ込まれてしまう。王子は恐怖のあまり王女に助けを求めるが王女は逃げ去る。森の湖へ移されたルサルカに魔法使いは、元の姿に戻すには裏切った男の血が必要だと語り、ナイフを渡す。ルサルカは王子を殺すことはできないとナイフを捨ててしまう。ルサルカを探して王子が湖にやってくる。そこで彼は妖精達から自分の罪を聞かされ、絶望的にルサルカを呼ぶ。王子はルサルカに抱擁と口づけを求める。それは王子に死をもたらすのだとルサルカは拒むが、王子は「この口づけこそ喜び、幸いのうちに私は死ぬ」と答える。ルサルカはもはや逆らうことをやめ、王子を抱いて口づけ、暗い水底へと沈んでゆく。
アルミダ (Armida) 作品115、B.206
1902-03年作曲、1904年3月25日初演（プラハ）。トルクァート・タッソの『解放されたエルサレム』をJ.ヴルフリツキーが台本化。

### 編曲
- ブラームス『ハンガリー舞曲集』の第17曲から第21曲の管弦楽版

### スケッチ、断片、その他
- ポルカ B.300（消失）
- ピアノ小品 B.407a / 407b
- 戦争序曲 B.414（スケッチ）
- オラトリオ 「ヨハネの黙示録」 B.432（スケッチ）

## 弟子
プラハ音楽院時代の生徒や、作曲技法を教えた弟子の中には、フランツ・レハール、ヴィーチェスラフ・ノヴァーク、ヨセフ・スク、オスカル・ネドバル、ユリウス・フチークなどがいる。

## ドヴォルザーク国際作曲コンクール
現在韓国とチェコが共同でドヴォルザーク国際作曲コンクールを開催している。高齢の精鋭で埋まってしまう多くの国際コンクールと違い、ジュニア部門があるのが特徴。

## 親族
曾孫にヴァイオリニストのヨセフ・スーク、玄孫にヴァイオリニストのマリア・ノイスがいる。